# Дзежкова
Дзежкова (пол. Dzierzkowa, нім. Dätzdorf) — село в Польщі, у гміні Пшеворно Стшелінського повіту Нижньосілезького воєводства.
Населення — 147 осіб (2011).
У 1975-1998 роках село належало до Валбжиського воєводства.

## Демографія
Демографічна структура станом на 31 березня 2011 року:
|          | Загалом | Допрацездатний вік | Працездатний вік | Постпрацездатний вік |
| -------- | ------- | ------------------ | ---------------- | -------------------- |
| Чоловіки | 83      | 26                 | 52               | 5                    |
| Жінки    | 64      | 11                 | 41               | 12                   |
| Разом    | 147     | 37                 | 93               | 17                   |